# Federazione calcistica della Giamaica
La Federazione calcistica della Giamaica, ufficialmente Jamaica Football Federation, fondata nel 1910, è il massimo organo amministrativo del calcio in Giamaica. Affiliata alla FIFA dal 1962 e alla CONCACAF dal 1963, essa è responsabile della gestione del campionato di calcio e della nazionale di calcio dell'isola.